# Henrique Lopes de Mendonça
Henrique Lopes de Mendonça (ur. 1856, zm. 1931) – portugalski oficer marynarki, pisarz, dramaturg i poeta. Był profesorem Wyższej Szkoły Marynarki i Akademii Sztuk Pięknych w Lizbonie, prezesem Akademii Nauk i jednym z założycieli Portugalskiego Towarzystwa Autorów. Znany jest przede wszystkim jako autor słów pieśni A Portuguesa (Portugalka), który jeszcze za życia autora stał się hymnem państwowym Portugalii.